# Даріуш Шевчик
Даріуш Гжегож Ше́вчик (пол. Dariusz Grzegorz Szewczyk) — польський дипломат. Генеральний Консул Республіки Польща в Одесі (2014—2018) і Алмати (2025—).

## Життєпис
Магістр політичних наук, випускник Московського інституту міжнародних відносин. У його послужному списку значаться робота в Монреалі, Ліоні (Франція) і Тунісі, консульському департаменті МЗС Польщі.
З вересня 2014 по 2018 — Генеральний консул Польщі в Одесі, змінив на посту Генконсула РП у Одесі дуайена (старійшину) дипломатичного корпусу Йоанну Стжельчик.